# Little Wilbraham
Cet article possède un paronyme, voir Wilbraham.
Little Wilbraham est une paroisse civile et un village du Cambridgeshire, en Angleterre.